# 双茨科镇
双茨科镇，是中华人民共和国甘肃省武威市民勤县下辖的一个乡镇级行政单位。
2015年，甘肃省民政厅批复同意撤销双茨科乡，设立双茨科镇。

## 行政区划
双茨科镇下辖以下地区：
中路村、小新村、头坝村、关路村、三杰东村、二分村、红东村、上东村、红中村、红光村、红政村、红星村和三杰西村。